# El hijo de Espartaco
El hijo de Espartaco (Il Figlio di Spartacus) es una película italiana de 1962 del género péplum dirigida por Sergio Corbucci, con actuación de Steve Reeves.

## Argumento
Se desarrolla durante los años 53 y 52 a. C., en parte en el Egipto bajo el mando de Julio César. 
Nombrado centurión por César, el joven Rando es enviado en misión especial a Siria con el general Craso. Capturado durante la misión, Rando es sometido a esclavitud por los lidios. Habiendo sido reconocido por sus compañeros de desventura como hijo de Espartaco al verle un amuleto, Rando acaudilla una rebelión y adquiere la libertad. 
Entre tanto, Craso, gobernador de Lidia, oprime de forma malvada a la región. Rando, que se ha puesto la armadura de su difunto padre, capitanea la lucha contra las bandas ilegales de Craso. 
Capturado y condenado a muerte por Craso, Rando es liberado mediante un asalto de sus fieles; y Craso muere. Acuden las legiones de César para restablecer el orden. Rando, de nuevo prisionero, también es condenado a muerte otra vez. Toda la población implora la salvación del caudillo, y César concede la gracia y la libertad del joven héroe.

## Reparto

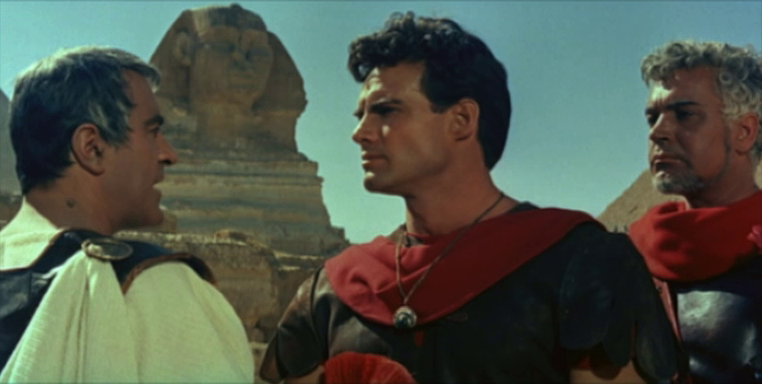
J. César (I. Garrani), Rando (S. Reeves) y Craso (C. Gora), con la esfinge en el fondo, en un fotograma de la película.

- Steve Reeves: Rando.
- Gianna Maria Canale: Claudia.
- Claudio Gora: Craso.
- Jacques Sernas: Vecio.
- Ombretta Colli: Saida.
- Ivo Garrani: Julio César.
- Enzo Fiermonte: Gulbar.
- Franco Balducci: Beroz.
- Roland Bartrop: Lumonio.
- Renato Baldini: Vérulo.
- Giovanni Cianfriglia: un soldado.